# Pierre Alibert
Pierre Alibert, né à Béziers le 13 mai 1926 et mort à Villefranche-de-Rouergue le 11 août 2008, est un historien de l'art et cinéaste français.
Formé à la philosophie thomiste il s'engage ensuite auprès de la Mission de France, ce qui le met en contact avec l'aile non communiste du mouvement ouvrier français. Il est notamment proche de Socialisme ou Barbarie.
Entre 1945 et 1954, il fréquent assidument le peintre cubiste Albert Gleizes.

## Principales œuvres
- La Genèse, dessin-animé long métrage, 1974.
- Albert Gleizes, naissance et avenir du Cubisme, Aubin Visconti, 1982.